# Danh sách tập của Hành trình rực rỡ
Sau đây là danh sách tập phát sóng của chương trình Hành trình rực rỡ, một chương trình truyền hình thực tế về văn hóa được phát sóng trên kênh VTV3 từ ngày 28 tháng 5 năm 2023. Hiện tại chương trình đã kết thúc mùa đầu tiên.

## Tổng quan các mùa
| Mùa | Mùa | Tập | Phát sóng gốc       | Phát sóng gốc        |
| Mùa | Mùa | Tập | Phát sóng lần đầu   | Phát sóng lần cuối   |
| --- | --- | --- | ------------------- | -------------------- |
|     | 1   | 21  | 28 tháng 5 năm 2023 | 15 tháng 10 năm 2023 |

## Danh sách các mùa

### Mùa 1
Mùa đầu tiên của chương trình Hành trình rực rỡ được lên sóng lúc 21:15 chủ nhật hàng tuần từ ngày 28 tháng 5 năm 2023 trên kênh VTV3 với 20 tập phát sóng. 6 thành viên chính của mùa này là Trường Giang, Lê Dương Bảo Lâm, Thúy Ngân, Isaac, Bích Phương và Negav. Các thành viên chính cùng các khách mời sẽ cùng nhau trải nghiệm tại nhiều địa điểm thuộc 8 tỉnh thành trên cả nước. Sau mùa đầu tiên, chương trình ghi nhận hơn 2,2 tỷ lượt xem trên các nền tảng số, đồng thời tất cả các tập của chương trình đều đạt Top 1 rating của Đài Truyền hình Việt Nam. Trong đó, có 11 tập góp mặt trong top thịnh hành trên YouTube, đặc biệt hai tập 7 và 8 của chương trình với chủ đề trải nghiệm Tiền Giang - Bến Tre đã đạt vị trí số 1 trên tab thịnh hành.